# Michael Theurer

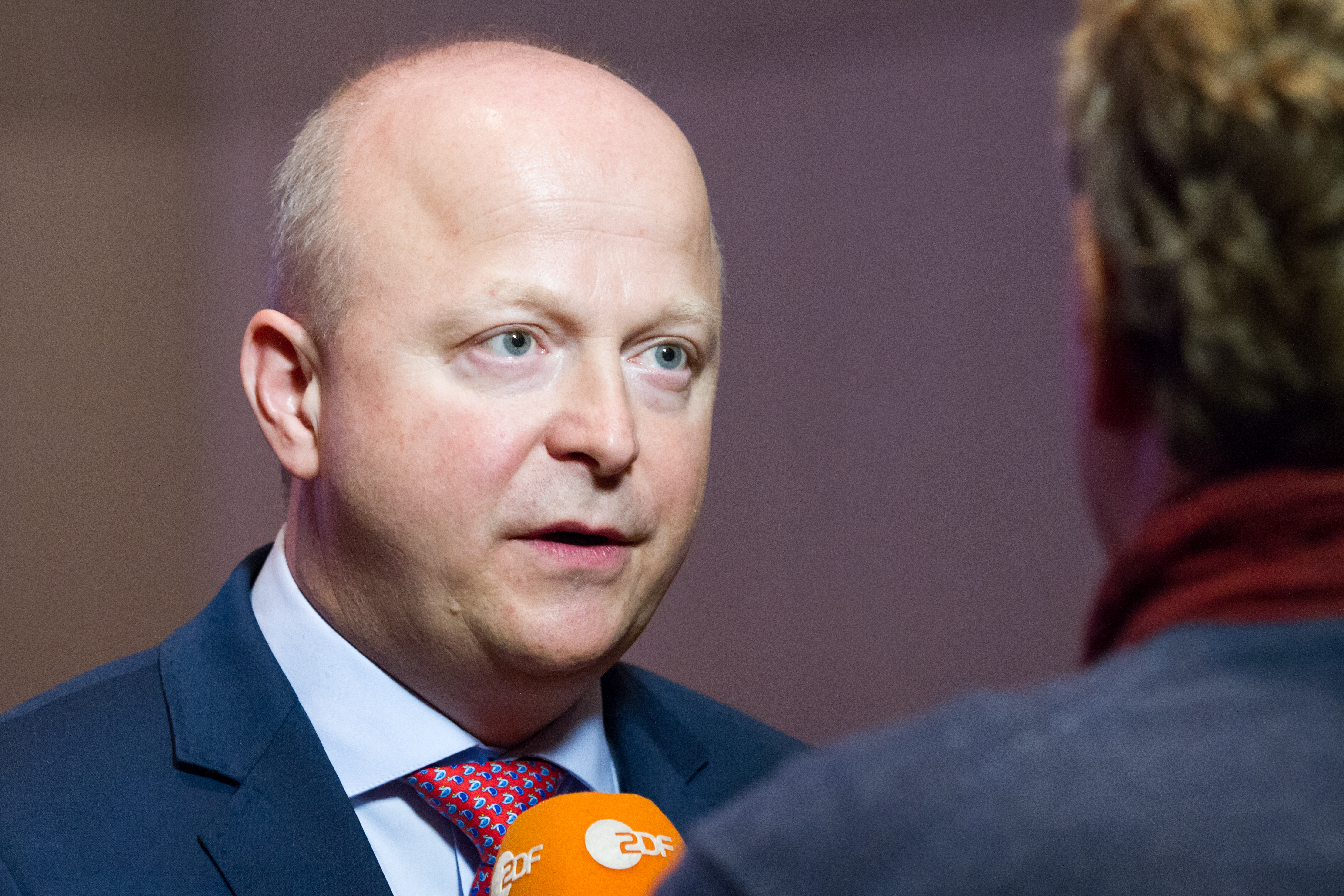
Michael Theurer 2015

Michael Theurer (Tübingen, 12 januari 1967) is een Duits politicus en een lid van de Bondsdag namens de Freie Demokratische Partei.
In 1983 werd Theurer lid van de jongerenafdeling van FDP. In 1989 werd hij tot gemeenteraadslid van Horb am Neckar verkozen en vervolgens was hij er van 1995 tot 2011 burgemeester. Toen hij in 1995 burgemeester werd, was hij de jongste burgemeester van Duitsland.
Van 1991 tot 1994 was Theurer voorzitter van de Jonge Liberalen-afdeling van Baden-Württemberg. In 1991 werd hij ook lid van het hoofdbestuur van de FDP en in 1999 werd hij ondervoorzitter van de partij. Sinds 1995 is hij tevens lid van de Kreisdag van de Landkreis Freudenstadt.
Van 2001 tot 2009 maakte Theurer deel uit van de Landdag van Baden-Württemberg en van 2006 tot 2009 was hij er ondervoorzitter van de FDP-fractie. In november 2013 werd hij verkozen tot voorzitter van de FDP-afdeling van Baden-Württemberg.
Bij de verkiezingen voor het Europees Parlement in 2009 werd Theurer op de achtste plaats van de FDP-lijst verkozen als Europarlementariër. Bij de verkiezingen in 2014 werd hij als lijsttrekker van de FDP-lijst in dit mandaat herverkozen. In het Europees Parlement maakte hij deel uit van de fractie Alliantie van Liberalen en Democraten voor Europa.
Theurer trad op 23 oktober 2017 af als lid van het Europees Parlement als gevolg van zijn verkiezing tot lid van de Bondsdag bij de Duitse Bondsdagverkiezingen van 2017.
- Gemeinsame Normdatei: 141850639
- International Standard Name Identifier: 0000 0001 0402 792X
- Virtual International Authority File: 155529220
- WorldCat: E39PBJhxg797YbhGFYMrjqChHC